# Sandrine Bouland
Sandrine Bouland (ur. 25 września 1973) – francuska judoczka. Brązowa medalistka mistrzostw świata w drużynie w 1997. Startowała w Pucharze Świata w latach 1993 i 1995-1998. Złota medalistka mistrzostw Europy w drużynie w 1996. Mistrzyni Francji w 1996 i 1997 roku.